# 왕위위
왕위위(王衛尉, ? ~ ?)는 전한 초기의 관료이다. '위위'는 관직명으로, 이름자는 알 수 없다. 《한서》 권19에는 왕씨(王氏)라고 표기되어 있으며, 대개 '씨'는 성씨의 뜻으로 적은 것으로 여기나, 천쯔(陈直)는 한대의 인장 중 '씨'를 이름자로 한 인장이 여러 개 출토된 점을 근거로 하여 '씨'는 이름자라고 주장하였다. 본 문서에서는 《사기》 권53·《한서》 권39의 표기인 '왕위위'를 따른다.

## 행적
고제 11년(기원전 196년), 상국 소하가 고제에게 황제의 전용 사냥터인 상림원을 개방하여 백성들에게 농지로 쓰게끔 해줄 것을 상주하였는데, 고제는 노하여 소하를 잡아들였다. 이에 왕위위는 소하를 위하여 변호하였고, 고제는 잘못을 깨닫고 소하를 풀어주었다.

## 출전
- 사마천, 《사기》
  - 권53 소상국세가
- 반고, 《한서》
  - 권19하 백관공경표 下
  - 권39 소하조참전

| 전임 역상 | 전한의 위위 (기원전 196년 당시) | 후임 유택 |